# Río Huallaga
El río Huallaga es un largo río del Perú, un afluente del río Marañón, parte por tanto de la cuenca superior del río Amazonas. Tiene una longitud de 1138 km.

## Descripción

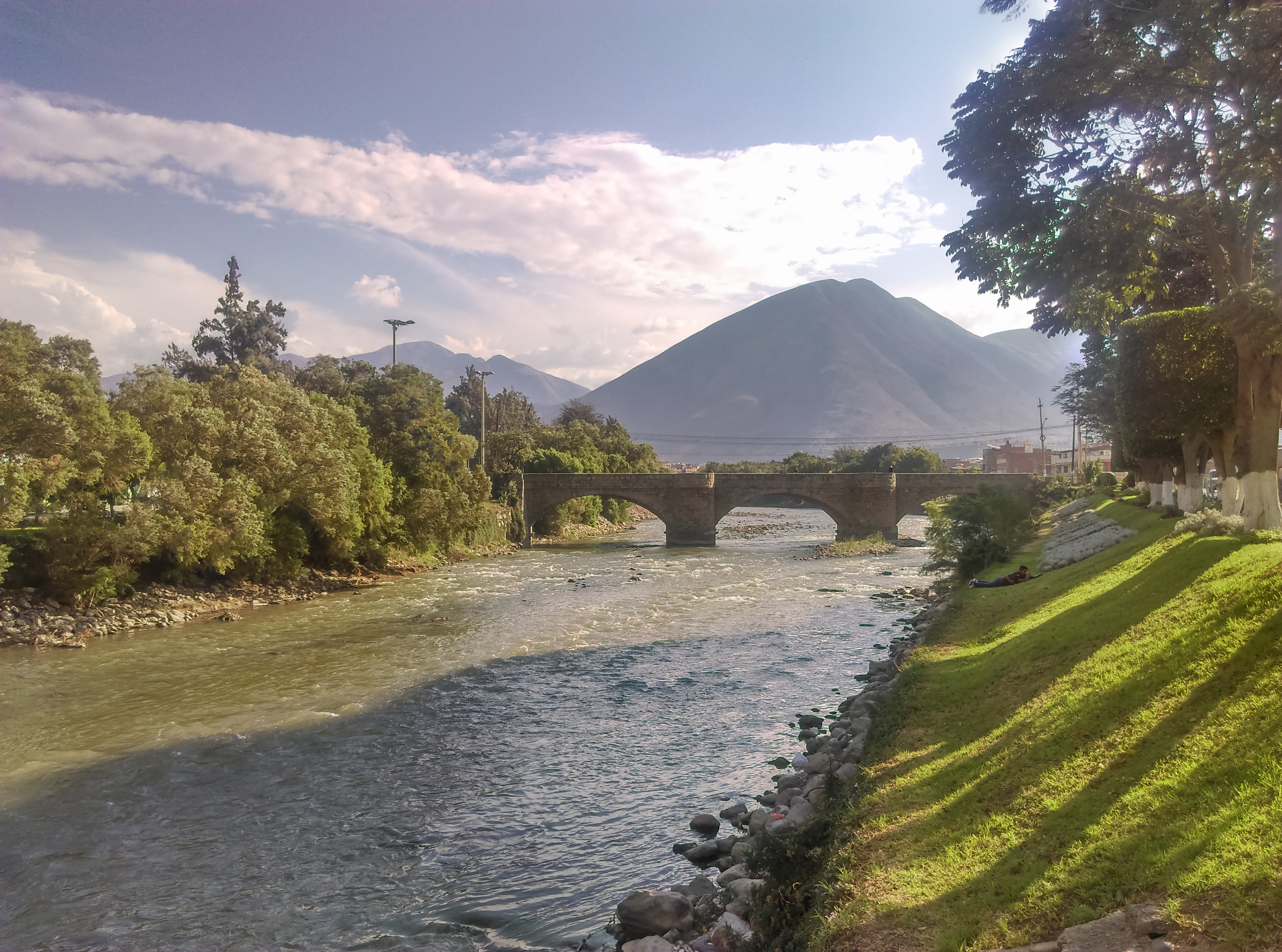
Puente Calicanto sobre el Huallaga en la ciudad de Huanuco

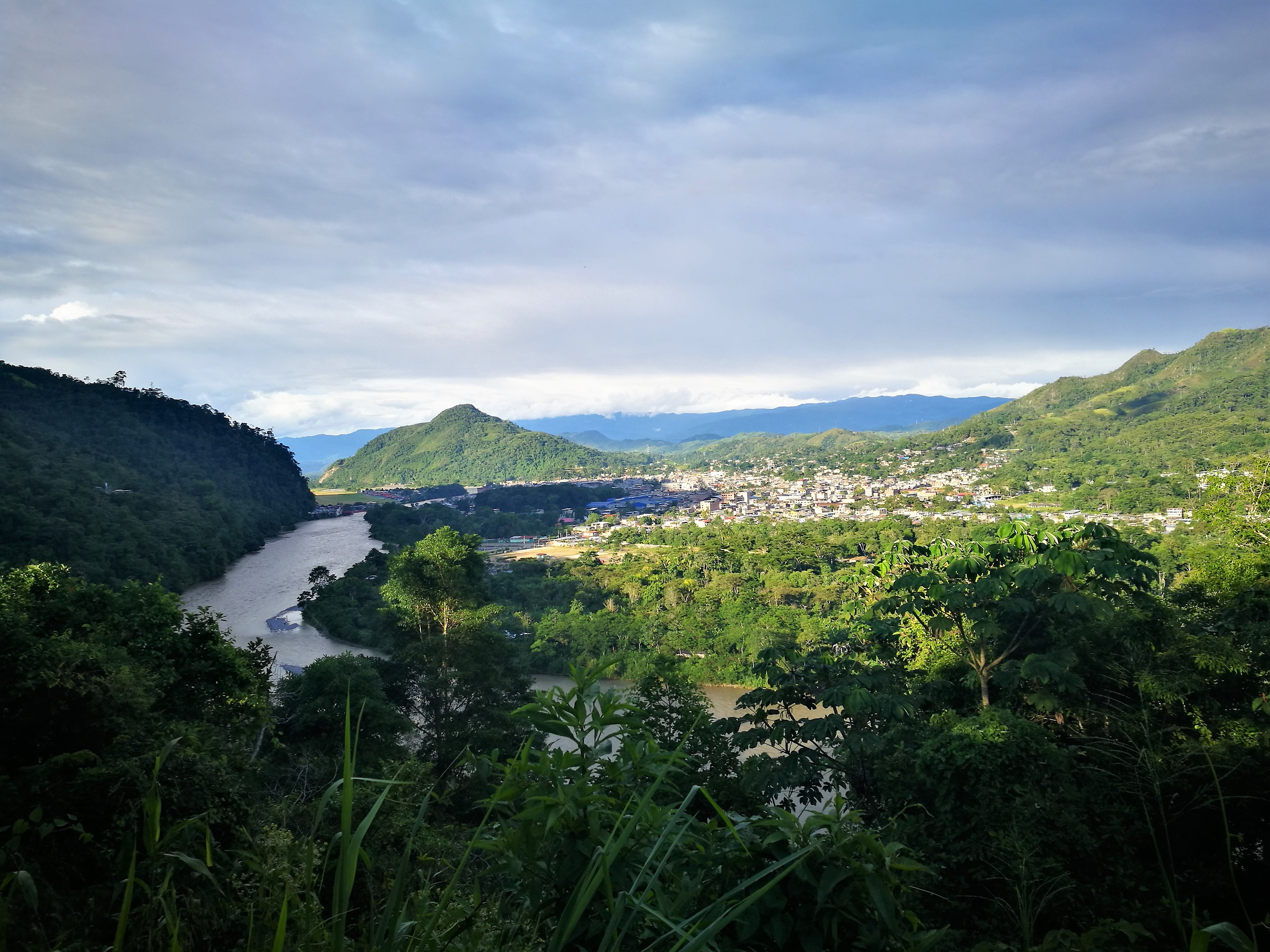
Vistas del Huallanga y Tingo María

El río Huallaga nace en el distrito de Ticlacayán y se dirige casi siempre en dirección general norte, por un importante valle interandino entre la provincia de Ambo y la provincia de Huánuco. Alcanza Huánuco, la capital departamental y luego vira hacia el este. Tras un corto tramo vuelve a encaminarse hacia el norte, y el río será durante un tramo (unos 15 km) el borde occidental del parque nacional Tingo María. Llega pronto a Tingo María, la capital de la provincia de Leoncio Prado, una pequeña ciudad de 72 225 hab. en 2020, que dispone de un pequeño aeropuerto y que es conocida como la «Puerta de la Amazonia» o la «Ciudad de la Bella Durmiente» (por una cadena montañosa que parece una mujer recostada).

### Desembocadura

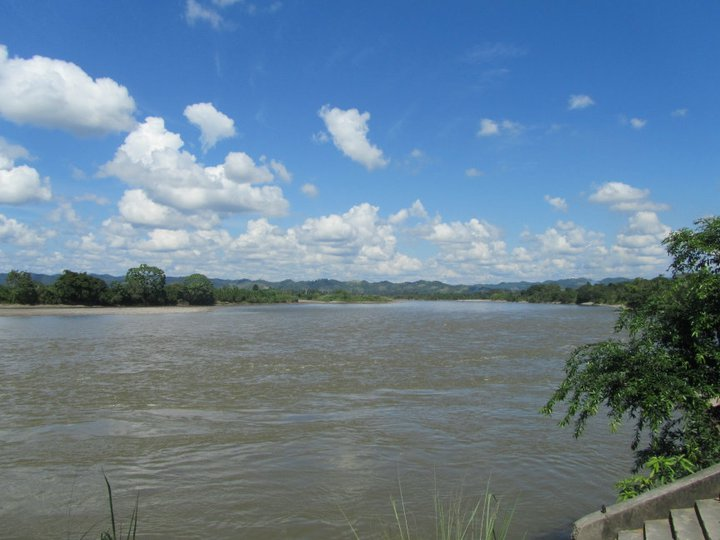
Río Huallaga frente al Puerto Pomarrosa, en Juanjuí

Sigue el río hacia el norte y pronto llega a Nuevo Progreso, donde se interna en el departamento de San Martín y llega a la ciudad de Tocache (23 611 hab. en 2007), la capital de la homónima provincia. Continúa por Puerto Pizana, Balsayacu, Huacamayu, San Julián, Sion, Valle y Tambillo. Recibe por la izquierda al río Hauyabamba (con su importante afluente, el río Abiseo) y llega enseguida a Juanjuí (28 000 hab. en 2007), llamada «Cuna histórica del Gran Pajatén» por las ruinas preincas que ahí se encuentran o «ciudad de los encantos» es la capital de la provincia de Mariscal Cáceres, que contaba con más de 55 000 hab. en 2005 y que también tiene un aeropuerto. Vira un poco hacia el noreste, alcanzando la pequeña ciudad de Bellavista (22 116 hab.), capital de la homónima provincia de Bellavista. Sigue por Picota (7941 hab. en 2007), Machungo y Utcurarca, y recibe por la margen derecha al río Mayo. Después pasa por Chazuta, Navarro, Quillacaca y Sacareto, donde de nuevo vira hacia el noreste. Sigue por Relajo, Santa Elena y Bonaparte, donde se adentra en el departamento de Loreto.

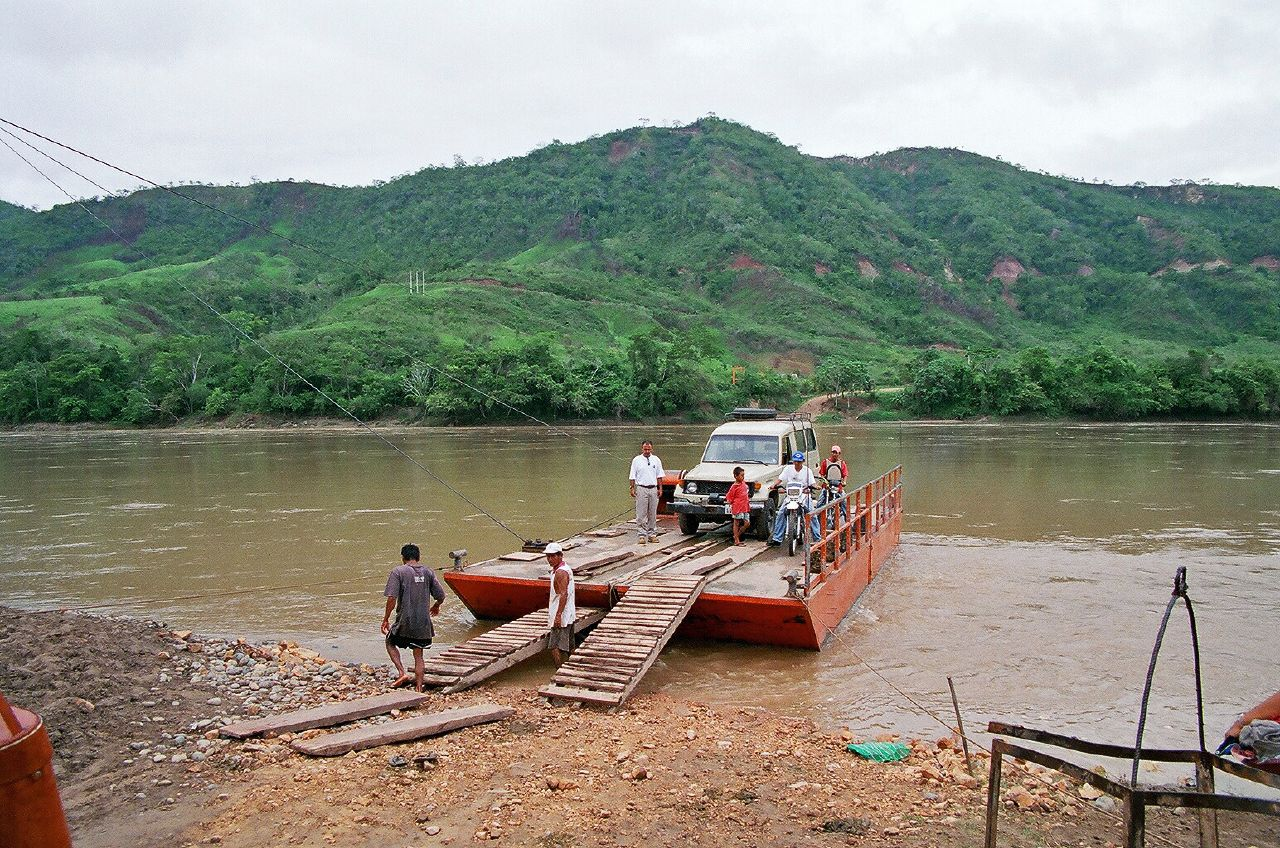
Un servicio de ferry en el Huallaga.

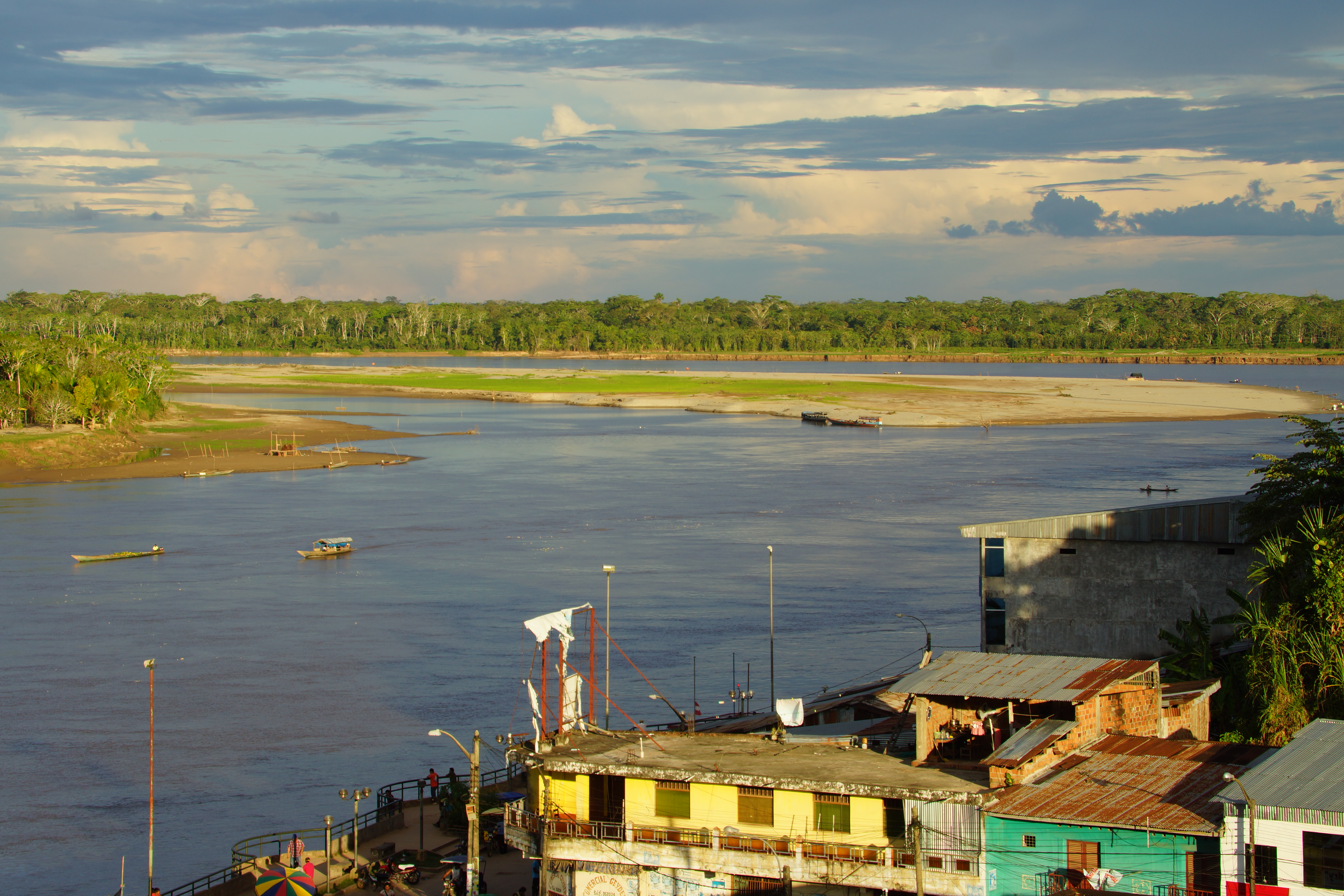
El Huallaga en Yurimaguas.

Continúa por Boca del Chipari y Yurimaguas (45 348 hab. en 2007), conocida como la «Perla del Huallaga», la capital de la provincia de Alto Amazonas, ubicada en la confluencia con el río Paranapura, a solamente 148 m s.n.m., en plena selva peruana.
Continúa hacia el noroeste, pasando por Puerto Adolfo, Esperanza, Nuevo Corina y Arahuante. Desemboca poco después en el río Marañón, al que vierte sus aguas por el margen derecho, cerca de Puntilla.
Posee una gran riqueza ictiológica, siendo navegable en balsas y canoas con motores fuera de borda.

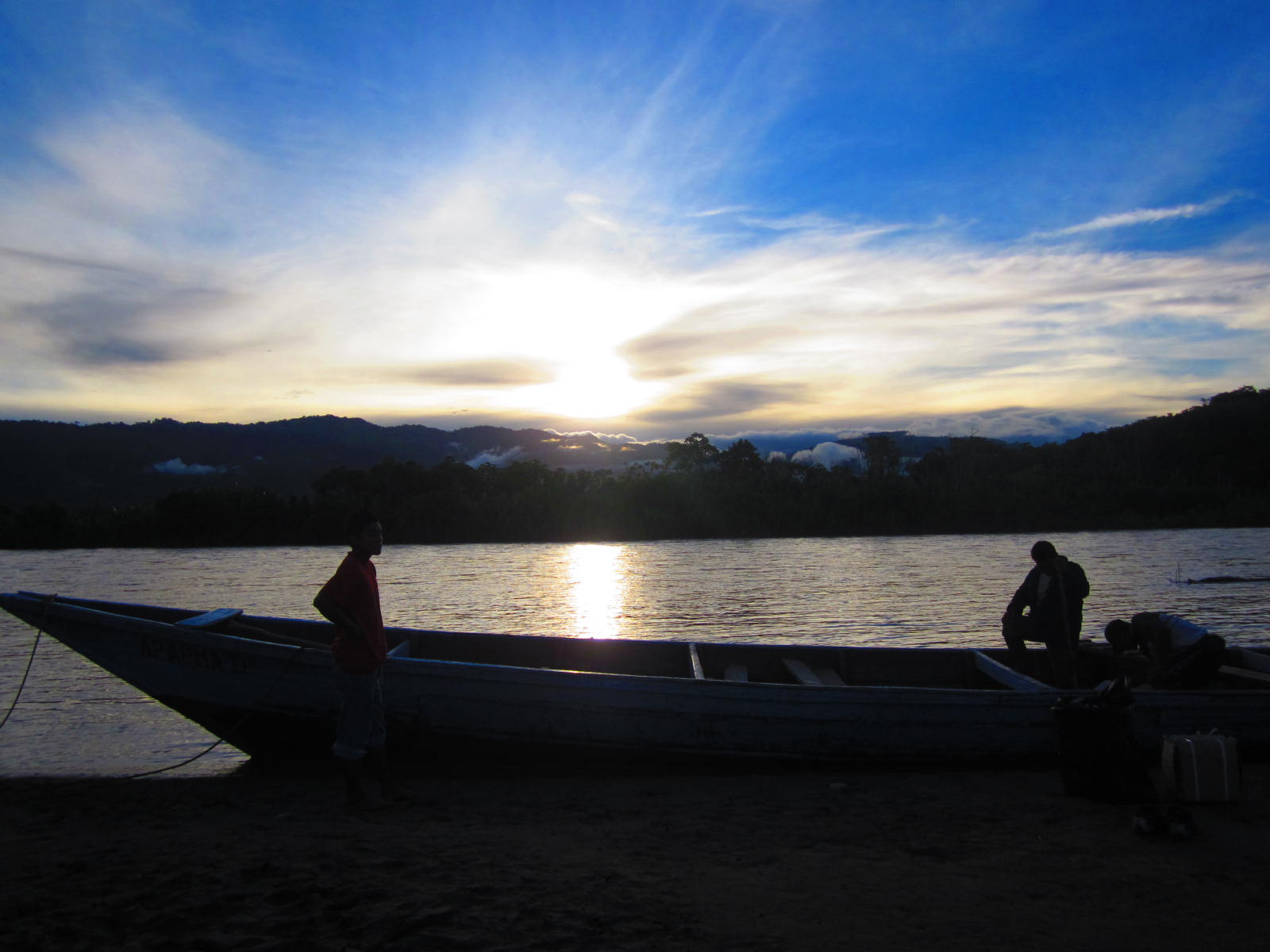
El río Huayabamba-Pachiza baña el valle homónimo y es un afluente principal y el más caudaloso del Huallaga.